# 吴昱翰
吴昱翰（1986年7月—），男，汉族，辽宁鞍山人，中国演员、导演、编剧。

## 生平
早年毕业于解放军艺术学院2002级戏剧系。2005年出演首部电视剧《五星大饭店》开始演员生涯。2018年执导喜剧电影《李茶的姑妈》。2019年主演的爱情电影《半个喜剧》获得第33届中国电影金鸡奖最佳男主角提名。

## 导演作品

### 戏剧
- 2016年 舞台剧《李茶的姑妈》
- 2017年 舞台剧《莎士比亚别生气》

### 电影
- 2018年 《李茶的姑妈》
- 2023年 《请别相信她》
- 2023年 《我经过风暴》

## 演出作品

### 电视剧
- 2005年 《五星大饭店》 饰 王奋斗
- 2005年 《我是一个兵》 饰
- 2007年 《糊涂小天使》 饰 于东东
- 2007年 《我是太阳》 饰
- 2008年 《霓虹灯下新哨兵》 饰 皮向峰
- 2010年 《第五空间》 饰 关怀
- 2011年 《博弈》 饰 何宇

### 电影
- 2006年 《飘逝的红裙子》 饰 陈浩
- 2008年 《少年荀子之青春的心》 饰
- 2019年 《半个喜剧》 饰 孙同